# 8751 Нігріколліс
8751 Нігріколліс (8751 Nigricollis) — астероїд головного поясу, відкритий 24 вересня 1960 року.
Тіссеранів параметр щодо Юпітера — 3,286.